# Власов, Александр Васильевич (архитектор)
Алекса́ндр Васи́льевич Вла́сов (19 октября [1 ноября] 1900, Большая Коша, Селижаровский район — 25 сентября 1962[…], Москва) — советский архитектор. Главный архитектор Киева с 1944 по 1950 год, главный архитектор Москвы с 1950 по 1955 год, президент Академии архитектуры СССР с 1955 по 1956, 1-й секретарь Правления Союза архитекторов СССР с 1961 по 1962 год.

## Биография

### Ранние годы
Родился в деревне Большая Коша Тверской губернии в семье учёного-лесовода. В 1918 году окончил 8-ю Московскую гимназию. О высоком уровне образования, полученном в юности, свидетельствуют его письма к жене. Во время заграничной командировки 1935—1936 годов он часто ссылался на примеры из древней и средневековой истории Европы, иногда использовал в тексте обороты из французского языка.
В 1920 году поступил в Московский политехнический институт на архитектурное отделение (с 1922-го — МИГИ). Сохранились курсовые проекты 1923 года, выполненные под руководством архитектора Ильи Голосова: «Пассаж-отель с рестораном на крыше» и «Центральный вокзал на городской площади». Уже в этих работах прослеживается стремление будущего архитектора к проектированию больших городских зданий с просторными светлыми помещениями. В 1924-м архитектурный факультет МИГИ стал административной единицей МВТУ, и Александр Власов продолжил учёбу в новом вузе. Получил диплом инженера-строителя только в 1928 году и остался преподавать на кафедре. Параллельно в 1931—1932 годах читал лекции в Архитектурно-строительном институте.

### Начало карьеры
В 1929 году вместе с Каро Алабяном, Владимиром Бабенковым и Виктором Бабуровым создал ВОПРА — Всероссийское объединение пролетарских архитекторов. Эта организация выступала с критикой конструктивизма и стремилась сформировать новый архитектурный стиль, который бы соответствовал политической системе советского государства. Согласно «Декларации ВОПРА», создание пролетарской архитектуры возможно, если метод марксистского анализа использовать при анализе искусства прошлых поколений. Эта формулировка свидетельствует, что ВОПРА была политизированной организацией.
В 1930—1931 годах Александр Власов участвовал в закрытом конкурсе на создание Ленинского коммунистического вуза на Воробьёвых горах. Он впервые получил одобрение на строительство в Москве крупного архитектурного ансамбля, и в 1936-м по его проекту создаются первые корпуса — общежития будущего института. Однако на этом строительство комплекса прекратилось. Партийное руководство не одобрило даже седьмую версию проекта, предложенную Власовым. Со временем правительство отказалось от самой идеи создания на Воробьевых горах Ленинского комвуза. Готовые постройки были переданы ВЦСПС.
В 1931 году власти города Иваново объявили конкурс на создание областного театра — грандиозного сооружения даже по столичным меркам. Сложность проекта заключалась в том, что под здание отводилась площадка, расположенная на вершине небольшого холма. Кроме того, неподалёку протекал ручей Кокуй, который мог подтачивать грунт под фундаментом. В конкурсе участвовало 11 архитекторов. Жюри назвало лучшим проект Александра Власова, который предлагал возведение многоуровневого здания, стилистически близкого Мавзолею. В ходе строительства ивановские архитекторы внесли в оригинальный план многочисленные правки, чтобы упростить строительство. Несмотря на это, в нём появилось несколько сценических площадок, две крупнейших из которых — это музыкальный и драматический театры на 1464 и 733 места соответственно.
В 1932-м Александр Власов возглавил архитектурную мастерскую № 2 «Моспроекта», а в следующем году он завершил педагогическую деятельность, чтобы заниматься исключительно проектированием и строительством. Уже в 1934-м он отправил на конкурс свой проект Дворца Советов — самого дорогостоящего здания страны. Хотя Александр Власов не стал победителем в этом туре, вскоре он получил заказ на реконструкцию Центрального парка культуры и отдыха. Реализованный план оценили даже зарубежные специалисты: за проект ЦПКиО в 1937 году на международной выставке в Париже Александр Власов получил гран-при. В 1935-м архитектор победил в конкурсе на создание Крымского моста, который был построен под руководством инженера Бориса Константинова в 1938 году. В 1940-м Александр Власов был избран членом-корреспондентом Академии архитектуры СССР.
С началом Великой Отечественной войны архитектор вместе с другими академиками эвакуировался в город Чимкент. В течение нескольких лет он разрабатывал проекты восстановления разрушенных городов. Эти наработки пригодились ему после назначения на пост главного архитектора Киева.

### Восстановление Киева
В 1930—1940-е годы в Советском Союзе при проектировании новых и восстановленных разрушенных городских ансамблей использовалась концепция, восходящая к градостроительным традициям XIX века. Связующим звеном района становилась центральная магистраль, вдоль которой создавались локальные архитектурные ансамбли. Образцовым проектом, выполненным в соответствии с этим принципом, становится Крещатик, разработанный группой архитекторов под руководством Александра Власова. В разгар работы в Киеве, в 1947 году, Александра Власова избирали действительным членом Академии архитектуры СССР.
Архитектор оказался в Киеве не случайно — ему предложил работу первый секретарь ЦК КП Украины Никита Хрущёв. Поскольку столица УССР за годы Великой Отечественной войны была практически полностью разрушена, у архитекторов появилась возможность отстроить Крещатик заново. Главным результатом перестройки улицы стало радикальное расширение — с 35 до 75 метров, причём половину нового пространства отвели под зелёные насаждения. Реконструкция центральной части города проходила достаточно быстро: уже к концу 1945 года было восстановлено 30 тысяч м² жилой площади. Тем не менее план застройки Крещатика обсуждался долго, и возведение первых зданий началось только в 1949 году, незадолго до отъезда Александра Власова в Москву.
Новые киевские дома, в соответствии с модой, получили богатый орнамент. Для украшения фасадов использовались гранит, майолика, керамика, на некоторых домах по фасаду устанавливали скульптурные группы. Согласно раннему плану, здание Киевского исполкома (дом 36) было задумано как аналог сталинских высоток: высотой в 22 этажа, увенчанное шпилем и украшенное группами рабочих и колхозников. Впрочем, в результате было построено более скромное 10-этажное здание, которое не выделяется среди других домов на Крещатике.
Почётный член Украинской академии архитектуры, профессор (с 1969 года) и лауреат Государственной премии СССР (1967) Авраам Милецкий писал:
Александр Васильевич Власов и созданные им архитектурные мастерские (ныне — Главное управление «Киевпроект») сыграли большую роль в становлении архитектуры Киева. Небольшого роста, предельно сдержанный, он в Киеве дипломатично и тонко решал задачи осуществления архитектурных замыслов… Под его непосредственным руководством были выполнены все планировочные работы. Прошедшие испытание временем, они и сейчас поражают неординарностью замысла и высоким качеством его воплощения в жизнь. А ведь сделано это было в те года, когда по обе стороны улицы были руины взорванных домов.
- Реализованные проекты
- Киев. Ул. Крещатик, 36. 2012 год
- Киев. Ул. Крещатик, 34. 2012 год
- Киев. Ул. Крещатик, 30. 2012 год
- Киев. Ул. Крещатик, 27. 2016 год
- Киев. Ул. Крещатик, 21. 2015 год
- Киев. Ул. Крещатик, 13. 2016 год

### Последние московские работы
В 1950 году Александр Власов возглавил Управление по делам архитектуры Мосгорисполкома — ведомство отвечало за проектировку всех зданий и сооружений столицы. В это время начались подготовительные работы по созданию новых районов, расположенных на бывшей окраине города. Архитекторам пришлось не просто разрабатывать отдельные здания, но и решать много инфраструктурных вопросов: продумывать сетку улиц, транспортные маршруты, расположение общественных организаций. В связи с этим Совмин СССР 2 июня 1951 года принял решение о реорганизации ведомства в Архитектурно-планировочное управление, руководителем которого остался Александр Власов. В том же году был утверждён новый план строительства Москвы до 1960 года, согласно которому предполагалась масштабная застройка территорий за пределами нынешнего Третьего транспортного кольца.
Уже в 1952 году под руководством Александра Власова впервые в истории СССР реализован проект крупнейшего единого городского комплекса: район на юго-западе столицы, основной магистралью которого стал Ленинский проспект. Были возведены 8- и 9-этажные типовые кирпичные дома, первые этажи которых отводились под магазины и общественные сооружения. Параллельно были построены объекты инфраструктуры: школы, детские сады, поликлиники.
Александр Власов по-прежнему хотел участвовать в создании исключительных сооружений. В 1953 году он предлагает свой проект Пантеона — мемориального комплекса, где предполагалось захоронить выдающихся деятелей страны. В качестве отправной точки он, как и другие архитекторы, использовал идею античного храма. После изменений в политике правительства, произошедших в 1954—1956 годах, сама идея подобного сооружения утратила смысл. Впоследствии советское правительство не возвращалось к идее Советского Пантеона.
В 1954 году началось строительство Центрального стадиона имени Ленина в Лужниках. Это последний крупный проект, реализованный по проекту Александра Власова при участии архитекторов Николая Улласа и Игоря Рожина. Сооружение стало вехой в развитии отечественной архитектуры. При возведении активно использовались конструкции из сборного железобетона. У крупного здания практически отсутствует внешний декор, что для того времени считалось едва ли не революционным подходом.
Летом 1954 года Московский горком поручил руководству АПУ и Моспроекта ускорить разработку и строительство типовых проектов домов в Москве — начался период масштабной застройки столичных окраин. В результате только за 1954—1959 года и только на Юго-Западе были введены в эксплуатацию 1,5 млн м² жилой площади.
С приходом к власти в стране Никиты Хрущёва изменилось отношение правительства к архитектурному стилю. Для нового руководства было важным увеличение темпов строительства при снижении себестоимости. С этой точки зрения самым выгодным становились типовые здания лишенные выразительных декоративных элементов. 30 ноября 1954 года на открывшемся в Москве «Всесоюзном совещании строителей…» Никита Хрущёв выступил с критикой советской архитектуры последних лет. Руководители индустрии, в том числе Александр Власов, были готовы к такому заявлению, поэтому со своей стороны указали на недостатки знаковых проектов послевоенного периода. Главный архитектор Москвы назвал беспринципным использование в качестве архитектурного декора современных зданий образов, заимствованных из практики оформления дореволюционных доходных домов. Также Александр Власов указал на дороговизну московских высоток. Антирекордом была признана гостиница «Ленинградская», построенная по проекту архитекторов Леонида Полякова и Александра Борецкого. Цена 1 м² здания стоила государству 21 000 руб. Александр Власов возложил вину не на политическое руководство страны, даже не на Иосифа Сталина лично, а на архитекторов, которые допустили ошибки «в понимании метода социалистического реализма».
После этого начался так называемый период «перестройки», когда советским архитекторам пришлось разрабатывать новые методики, причем как при строительстве отдельных сооружений, так и при проектировании типовых жилых зданий. Поскольку у отечественных специалистов не было достаточно опыта для быстрого решения этой задачи, крупные мастера отправились в заграничные командировки. В частности, Александр Власов поехал в США.
В связи с произошедшими в индустрии переменами правительство решило провести знаковые отставки. Так в 1955 году Александра Власова снимают с поста главного архитектора Москвы. Поскольку с Никитой Хрущёвым он был знаком ещё до работы в Киеве, ему удалось сохранить своё влияние. Александр Власов даже был избран президентом Академии архитектуры СССР. 4 ноября того же года в Постановлении ЦК КПСС и Совмина СССР бывшего главного архитектора Москвы в числе других мастеров сталинской эпохи признали виновным в увлечении внешним декорированием, которое вело к нерациональному расходованию бюджетных средств. Однако и после этого Александр Власов продолжил профессиональную деятельность, а на II Всесоюзном съезде архитекторов в ноябре 1955 года был избран членом президиума Союза архитекторов СССР. В следующем году советское правительство провело реорганизацию ведомственной академии, которая получила новое название — Академия строительства и архитектуры. Поскольку архитектура была формально признана вторичной по отношению к строительству, в новом учреждении Александр Власов занял пост вице-президента.
Осенью 1956 года советское правительство объявило о новом конкурсе на строительство Дворца Советов. Параллельно проводилась открытая часть конкурса, где могли участвовать все строительные коллективы страны, и закрытая, в которую подавали заявки только ведущие архитекторы страны. Александр Власов участвовал в первом закрытом конкурсе, а в 1958-м — и во втором. Его проект удостоился особых похвал. Изюминкой здания должен был стать большой зимний сад, который предлагалось создать в центральной части комплекса.
Идею пространства в здании Дворца Советов мы стремились реализовать по-новому. Для климата Москвы, где 6–7 месяцев в году природа скупа и мертва, введение живой природы внутрь здания в виде цветущего сада представляется интересным, оно сообщает всему зданию новое качество.
И хотя созданная в 1958 году комиссия общественных референтов во главе с Юрием Яраловым признала его идею лучшей из предложенных, по мнению критиков ни одна концепция не соответствовала в полной мере образу Дворца Советов. Решение о строительстве здания откладывалось. В 1960 году было создано Управление по проектированию Дворца Советов, которое возглавил Александр Власов. Впрочем, строительство так и не было начато.
Незадолго до своей смерти Александр Власов был избран первым секретарём Союза архитекторов СССР. Умер 25 сентября 1962 года, похоронен в Москве на Новодевичьем кладбище.

## Творческие принципы
Современные исследователи отмечают зависимость творческих принципов Александра Власова от политической обстановки в стране. Как один из соучредителей ВОПРА, он повлиял на формирование предвзятого отношения ко всем архитектурным школам, которые в советское время были признаны антисоветскими. Соучредитель, искусствовед Иван Маца озвучил отношение пролетарских архитекторов ко всем остальным организациям: «Мы не можем абсолютно предпочитать группу конструктивистов (ОСА) группе формалистов (АСНОВА), или группе „урбанистов“… Все они должны быть одинаково поставлены под общественный контроль, все они одинаково должны быть подвергнуты критике». Степень зависимости Александра Власова от мнения партийного руководства иллюстрирует случай с обсуждением в 1937-м проекта реконструкции улицы Горького (Тверской), разработанного Аркадием Мордвиновым. Часть архитекторов были в замешательстве относительно помпезности предложенного плана. Столичным мастерам «трудно было сказать», насколько уместен предложенный вариант. Уместность нового архитектурного ансамбля объяснял профессиональному сообществу первый секретарь московского обкома Александр Щербаков .
Когда архитектор не был скован рамками субординации, он оставлял восторженные отзывы о работах многих архитекторов даже прошлых веков. В одном письме из Европы он написал: «Три любви оставляю я в Италии… Венеция, Флоренция и античный Рим».
Александр Власов был против «дешевого декорирования»:
Мы остаемся равнодушными даже тогда, когда видим в сквере или на шоссе значительную по теме скульптуру, которую покрасили скверной, зато блестящей алюминиевой краской, как какую-то кастрюльку. Мы не протестуем, когда в общественных помещениях появляются в огромном количестве столь плохие копии Саврасова, Левитана, Шишкина, что они только позорят великую реалистическую русскую живопись.
После развенчания культа личности Сталина архитектор изменил свои художественные принципы. В статье «Мысли, вызванные конкурсом», опубликованной в «Строительной газете» 10 февраля 1957 года он отметил: «Современная архитектура может развиваться лишь при том условии, если она действительно учитывает достижения и требования медицины для создания гигиенических условий жизни людей». В 1960 году в статье «Направленность советской архитектуры в условиях дальнейшего развития индустриализации строительства» Власов не только отметил заслуги советских архитекторов-конструктивистов 1920-х годов, но и признал достижения западных архитекторов, Ле Корбюзье и Пьера Нерви.

## Награды и премии
- Ленинская премия (1959) — за решение крупной градостроительной задачи скоростной реконструкции и благоустройства района Лужников города Москвы и создание комплекса спортивных сооружений Центрального стадиона имени В. И. Ленина
- Сталинская премия второй степени (1950) — за разработку технологии, организацию массового производства и внедрение в строительство пустотелой строительной и архитектурной керамики
- Два ордена Ленина (в том числе 23.01.1948)
- Два ордена Трудового Красного Знамени

В 1960-е годы в память об Александре Власове названа улица в Москве.